# Auburn Cord Duesenberg Automobile Museum
Pour les articles homonymes, voir Auburn, Cord, Duesenberg, Automobile et Muséum.
Le musée automobile Auburn Cord Duesenberg (Auburn Cord Duesenberg Automobile Museum, en anglais) est un musée de l'automobile dédié en particulier aux anciens constructeurs automobiles américains Auburn, Cord Automobile, et Duesenberg d'Errett Cord. Il est fondé en 1974 à Auburn dans l'Indiana aux États-Unis, dans un bâtiment industriel historique Art déco de 1930, classé National Historic Landmark et Registre national des lieux historiques.

## Historique
Ce musée est fondé en 1974 sur le site industriel historique du constructeur Auburn (automobile) à Auburn (Indiana), à 200 km au nord-ouest de Détroit (Michigan) (berceau historique de l’industrie automobile américaine) et 230 km au nord-est d'Indianapolis (berceau historique de Duesenberg et des 500 miles d'Indianapolis).

Quelques voitures et objets du musée
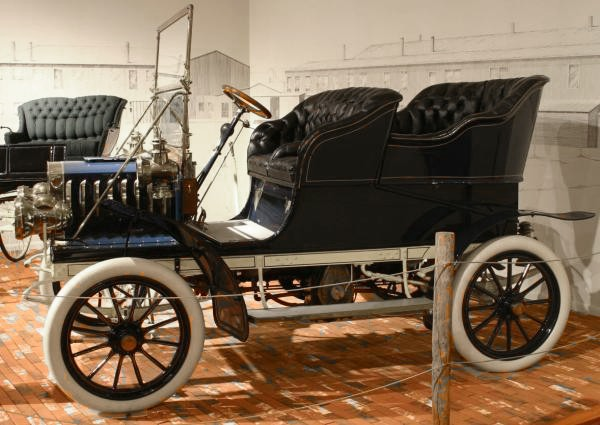
Auburn (1904)
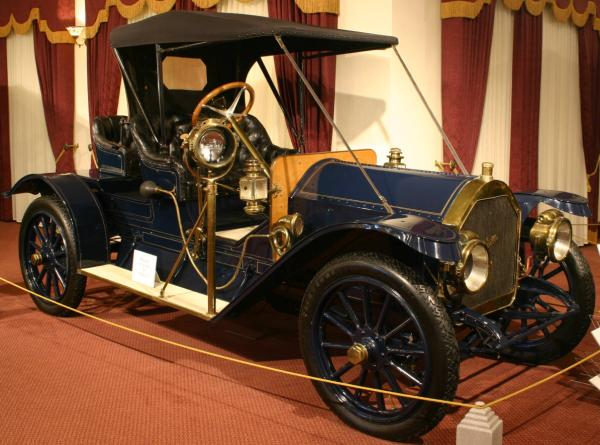
Auburn (1910)
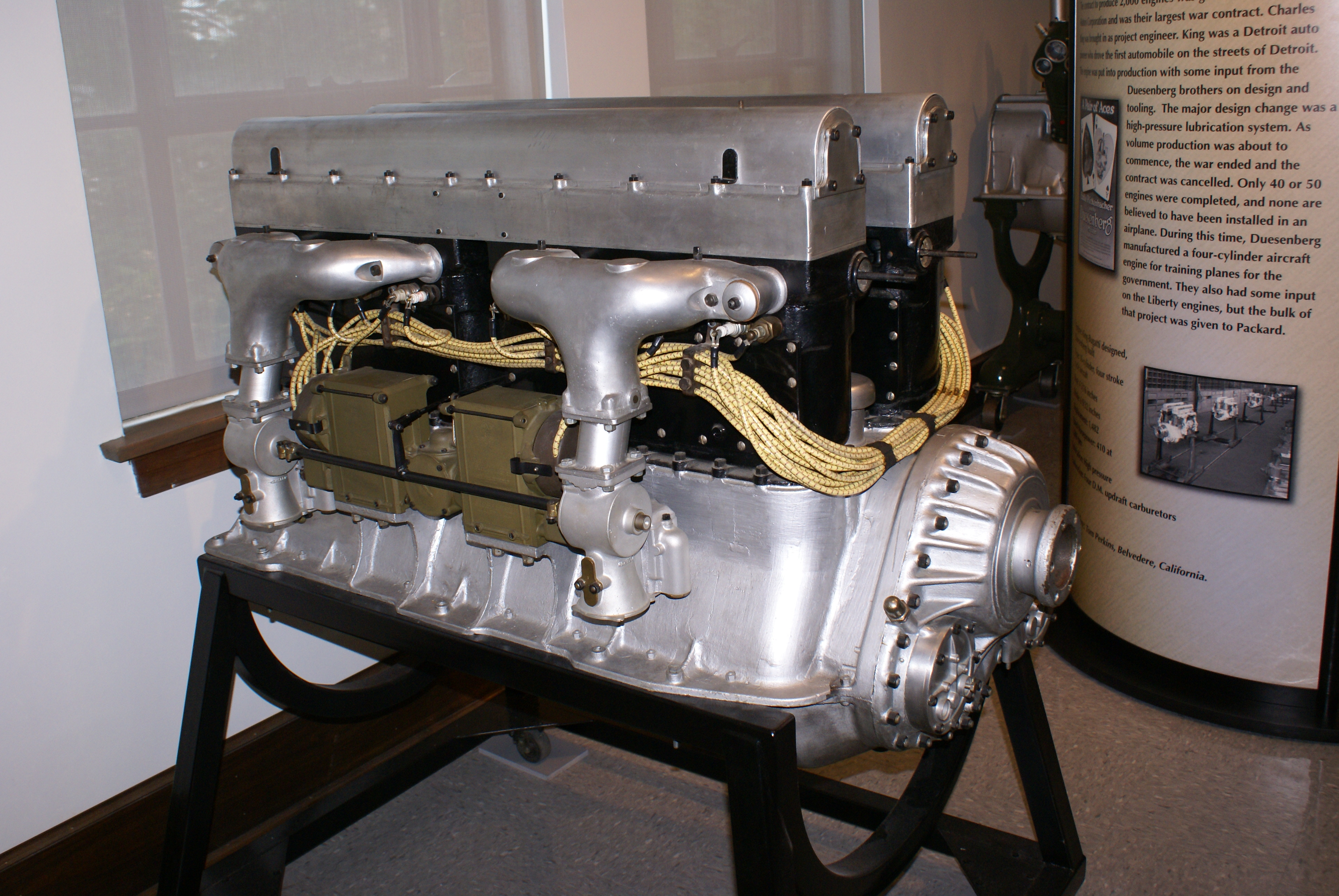
Moteur d'avion 16 cylindres King-Bugatti U-16 (1916)

Cette industrie est achetée en 1924 par Errett Cord pour en faire, avec Cord Automobile et Duesenberg, un des plus importants et mythiques constructeurs de voitures américaines de luxe de l'histoire de l'automobile des années 1930.

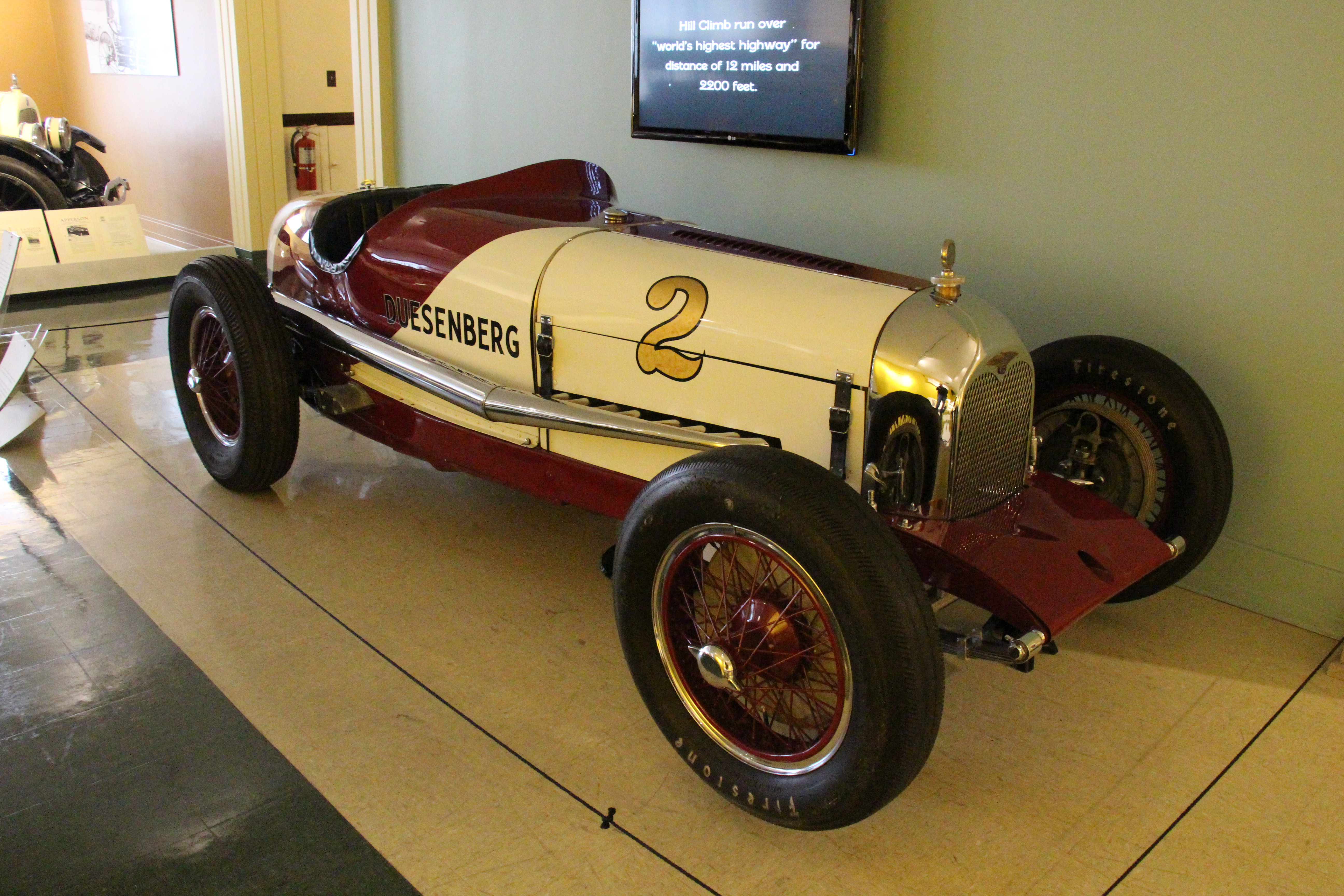
Duesenberg 91 Indianapolis 500 Race Car (1926-1929)
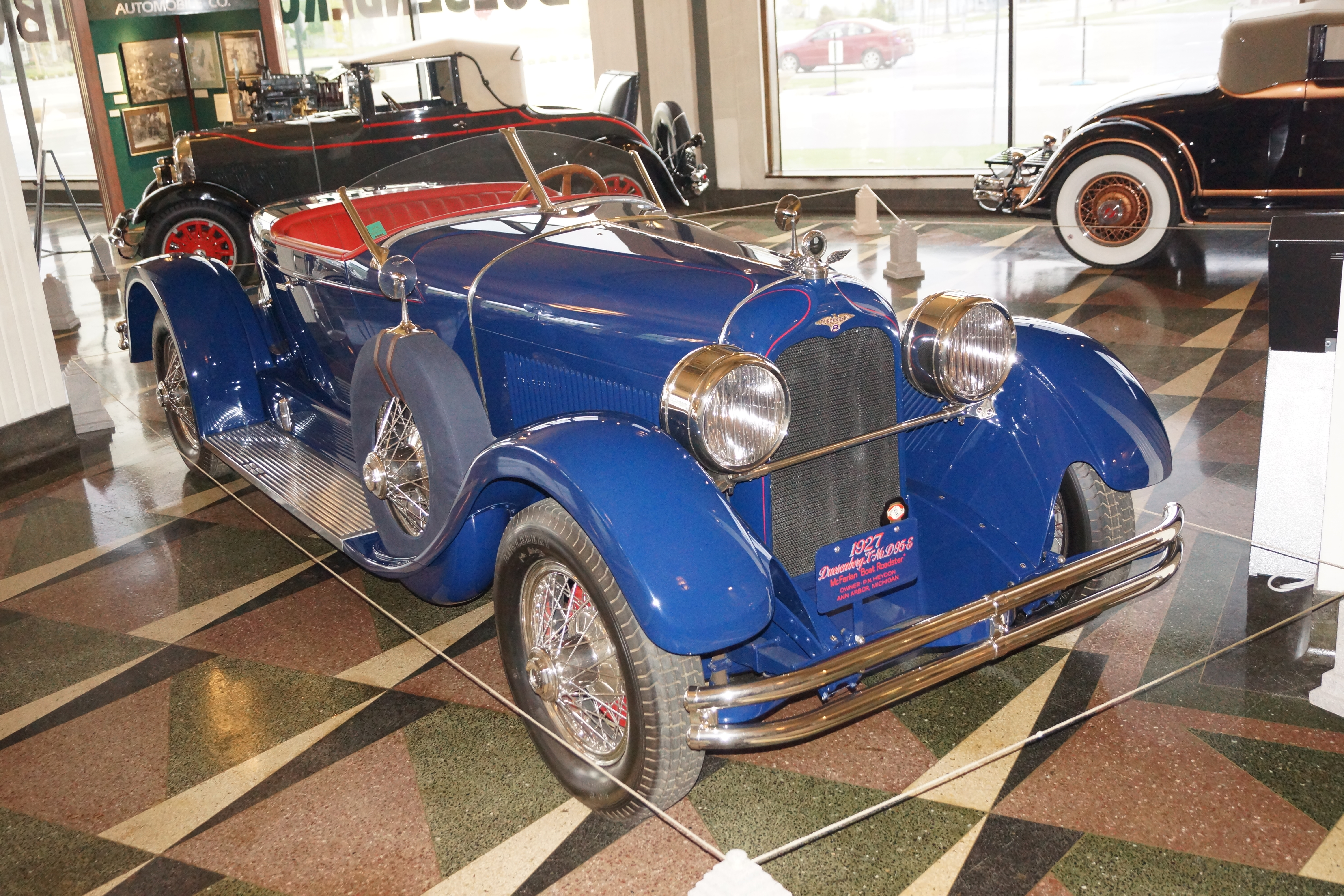
Duesenberg X McFarlan speedster runabout (1927)
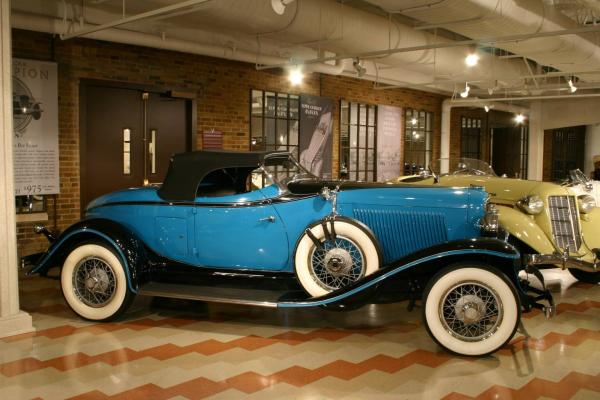
Auburn 851 Speedster (1933)

Le musée est organisé en sept galeries, ou sont exposées plus de 120 voitures, dans un bâtiment Art déco de 1930 de l'architecte américain Alvin M. Strauss. 

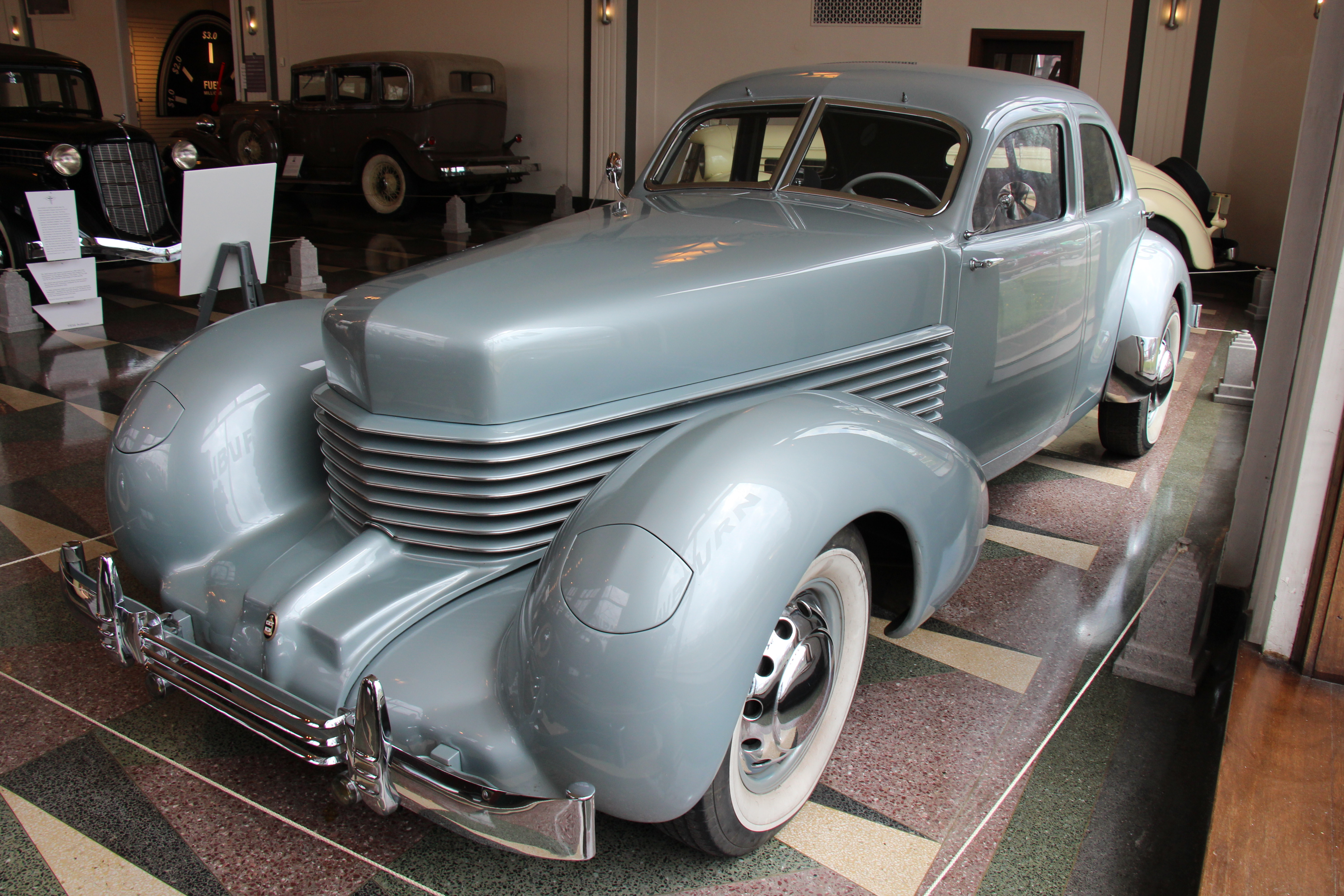
Cord 810 Westchester Sedan (1936)
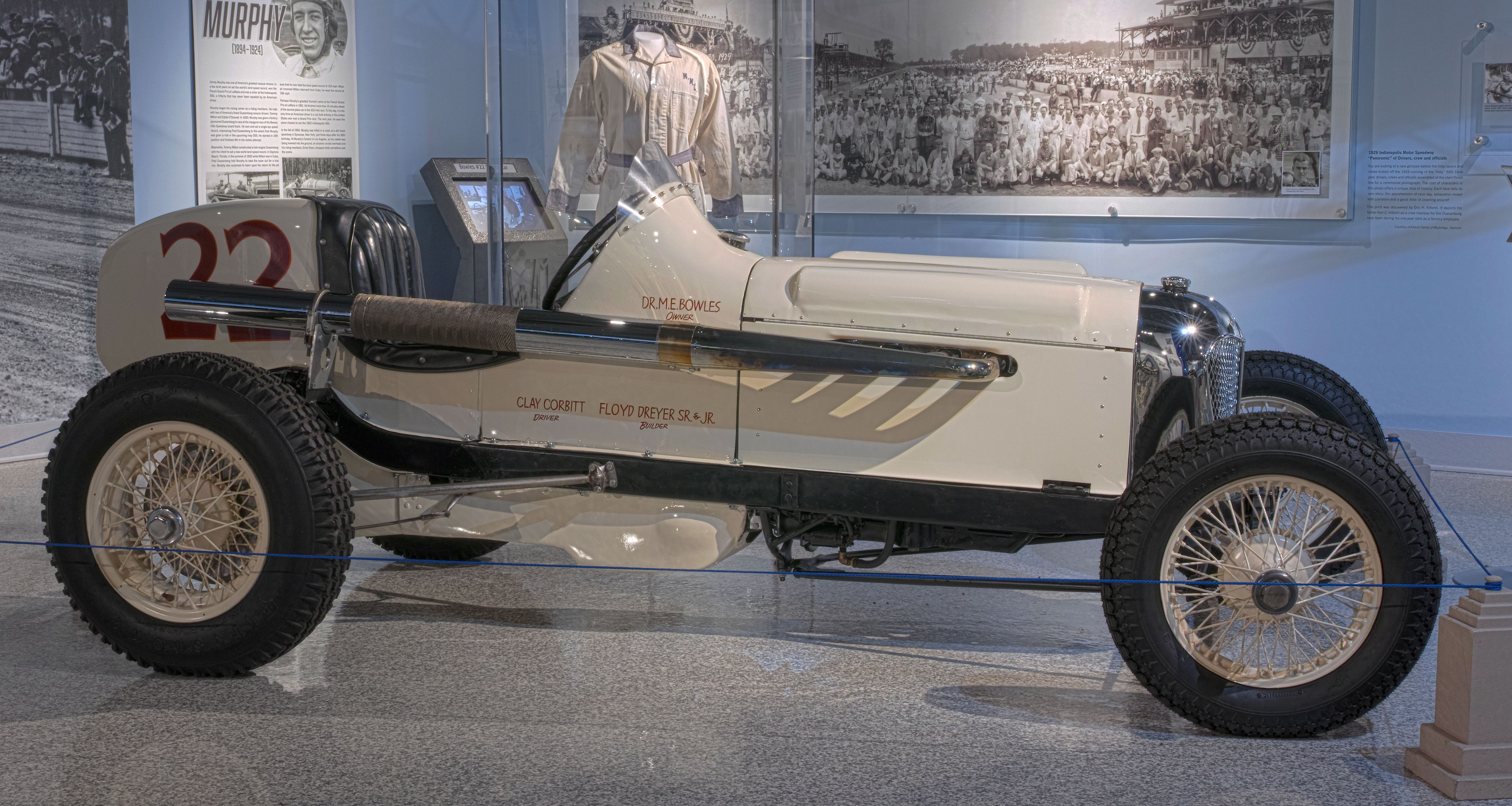
Floyd Pop Dreyer (1938)
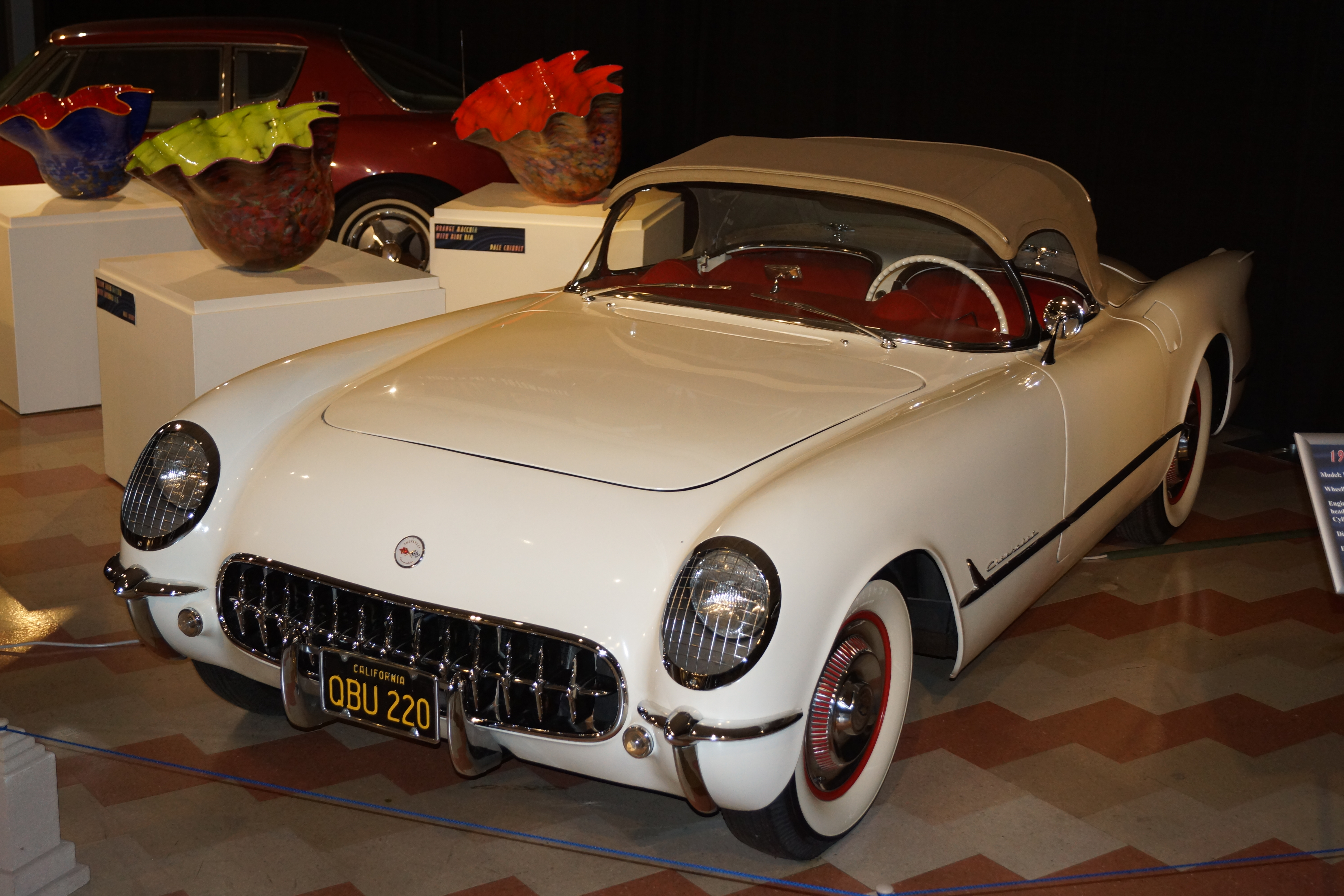
Chevrolet Corvette C1 (1954)